# Championnat de Belgique masculin de handball 1994-1995
Navigation
Division 1 1993-1994 Division 1 1995-1996
La saison 1994-1995 du Championnat de Belgique masculin de handball est la 37e édition de la plus haute division de handball en Belgique. La première phase du championnat la phase classique, est suivie des Play-offs pour les quatre premières équipes.
Cette édition est remportée par le tenant du titre de l'Initia HC Hasselt qui remporte son sixième titre. Les limbourgeois termine devant le HC Herstal-Liège. Le KTSV Eupen 1889 termine sur la dernière marche du podium, ce qui constitue le meilleur résultat du club. Enfin, l'Union beynoise termine comme les deux saisons précédentes, au pied du podium. 
Cette saison a la particularité d'être disputée par 13 équipes au lieu de 12,, à la suite du repêchage de l'Apolloon Kortrijk. Par conséquent, trois équipes finissent reléguées. Il s'agit du HV Arena Hechtel, du HC Eynatten et de l'Apolloon Kortrijk, ces formations seront remplacés la saison suivante par le HK Tongeren et le HV Uilenspiegel Wilrijk.

## Participants
| Club                | Classement 1993-1994 | Matricule | Localisation  | Entraîneur                      | Salle | Capacité |
| ------------------- | -------------------- | --------- | ------------- | ------------------------------- | ----- | -------- |
| Initia HC Hasselt   | 1er                  | 142       | Hasselt       | Guus Cantelberg Jos Schouterden | ?     | ?        |
| Sporting Neerpelt   | 2e                   | 112       | Neerpelt      | ?                               | ?     | ?        |
| HC Kiewit           | 3e                   | 191       | Hasselt       | ?                               | ?     | ?        |
| Union beynoise      | 4e                   | 3         | Beyne-Heusay  | Eddy Bonten Pedrag Dosen        | ?     | ?        |
| KV Sasja HC Hoboken | 5e                   | 41        | Anvers        | Alex Jacobs                     | ?     | ?        |
| HC Herstal-Liège    | 6e                   | 58        | Herstal       | Thierry Herbillon               | ?     | ?        |
| KTSV Eupen 1889     | 7e                   | 5         | Eupen         | Gino Dener                      | ?     | ?        |
| HV Arena Hechtel    | 8e                   | 152       | Hechtel-Eksel | ?                               | ?     | ?        |
| HC Eynatten         | 9e                   | 156       | Raeren        | Leo Roderburg                   | ?     | ?        |
| Olse Merksem HC     | 10e                  | 48        | Anvers        | Gio Antonioli                   | ?     | ?        |
| Apolloon Kortrijk   | 11e                  | 198       | Courtrai      | ?                               | ?     | ?        |
| Ajax Lebbeke        | 1er (D1)             | 43        | Lebbeke       | ?                               | ?     | ?        |
| HK Waasmunster      | 2e (D1)              | 357       | Waasmunster   | ?                               | ?     | ?        |

### Localisation
| \| Ajax Lebbeke HK Waasmunster Initia Hasselt U.Beynoise Olse Merksem HC KV Sasja HC Sporting Neerpelt Herstal-Liège HV Arena Eupen Apolloon Kortrijk Eynatten HC Kiewit \| Localisation des clubs engagés dans le championnat |
| Ajax Lebbeke HK Waasmunster Initia Hasselt U.Beynoise Olse Merksem HC KV Sasja HC Sporting Neerpelt Herstal-Liège HV Arena Eupen Apolloon Kortrijk Eynatten HC Kiewit                                                          |

Nombre d'équipes par Province
| # | Province                        | Nombre | Équipe(s)                                                         |
| - | ------------------------------- | ------ | ----------------------------------------------------------------- |
| 1 | Province de Limbourg            | 5      | Initia HC Hasselt, Sporting Neerpelt, HV Arena Hechtel, HC Kiewit |
| 1 | Province de Liège               | 4      | Union beynoise, HC Herstal-Liège, KTSV Eupen 1889, HC Eynatten    |
| 2 | Province d'Anvers               | 2      | KV Sasja HC Hoboken, Olse Merksem HC                              |
| 2 | Province de Flandre-Orientale   | 2      | Ajax Lebbeke, HK Waasmunster                                      |
| 3 | Province de Flandre-Occidentale | 1      | Apolloon Kortrijk                                                 |

## Compétition

### Organisation du championnat
La saison régulière est disputée par 13 équipes jouant chacune l'une contre l'autre à deux reprises selon le principe des phases aller et retour. Une victoire rapporte 2 points, une égalité, 1 point et, donc une défaite 0 point.
Après la saison régulière, les 4 équipes les mieux classées s'engagent dans les play-offs. Ceux-ci constituent en un nouveau championnat qui désignera le champion ainsi que les tickets européens.
Les quatre équipes s'affrontent en phase aller-retour, dans lequel le premier débute avec 4 points, le deuxième avec 3 points, le troisième avec 2 points et le quatrième avec 1 point. 
Les 9 dernières équipes de la phase régulière, ne s'engage pas dans des play-downs. Ce qui fait que les trois dernières équipes sont reléguées en division 2.

### Saison régulière

#### Classement
|    | Équipe                    | Pts | J  | G  | N | P  | Bp  | Bc  | Diff |
| -- | ------------------------- | --- | -- | -- | - | -- | --- | --- | ---- |
| 1  | Initia HC Hasselt (T) (C) | 41  | 24 | 20 | 1 | 3  | 564 | 404 | 160  |
| 2  | HC Herstal-Liège          | 39  | 24 | 19 | 1 | 4  | 558 | 456 | 102  |
| 3  | KTSV Eupen 1889           | 36  | 24 | 16 | 4 | 4  | 574 | 513 | 61   |
| 4  | Union beynoise            | 35  | 24 | 16 | 3 | 5  | 614 | 480 | 134  |
| 5  | HC Kiewit                 | 32  | 24 | 14 | 4 | 6  | 554 | 520 | 34   |
| 6  | Sporting Neerpelt         | 31  | 24 | 15 | 1 | 8  | 603 | 553 | 50   |
| 7  | KV Sasja HC Hoboken       | 31  | 24 | 15 | 1 | 8  | 567 | 487 | 80   |
| 8  | Ajax Lebbeke              | 18  | 24 | 8  | 2 | 14 | 506 | 553 | -47  |
| 9  | Olse Merksem HC           | 13  | 24 | 6  | 1 | 17 | 507 | 557 | -50  |
| 10 | HK Waasmunster            | 13  | 24 | 5  | 3 | 16 | 460 | 531 | -71  |
| 11 | HV Arena Hechtel          | 12  | 24 | 5  | 2 | 17 | 517 | 579 | -62  |
| 12 | HC Eynatten               | 11  | 24 | 5  | 3 | 16 | 511 | 596 | -85  |
| 13 | Apolloon Kortrijk         | 0   | 24 | 0  | 0 | 24 | 424 | 736 | -312 |

|                 | Qualification pour les Play-Offs  |
|                 | Relégation                        |
| (T)             | Tenant du titre                   |
| en augmentation | Promu de 1994                     |
| (C)             | Vainqueur de la Coupe de Belgique |

#### Matchs
| Résultats (dom.\ext.)                                      | SNE   | HCK   | HER   | IHA   | KVS   | OME   | UBE   | ARE   | AKO   | AJA   | WAA   | HCE   | EUP   |
| Sporting Neerpelt                                          |       | 30-30 | 16-22 | 19-24 | 20-22 | 22-19 | 21-19 | 28-19 | 41-17 | 32-18 | 27-24 | 29-24 | 24-25 |
| HC Kiewit                                                  | 22-27 |       | 23-25 | 15-25 | 26-24 | 27-24 | 23-23 | 20-19 | 26-16 | 33-22 | 20-17 | 27-17 | 23-22 |
| HC Herstal-Liège                                           | 26-22 | 19-20 |       | 18-15 | 22-19 | 28-20 | 20-25 | 22-18 | 30-17 | 26-16 | 24-20 | 28-22 | 20-16 |
| Initia HC Hasselt                                          | 24-18 | 25-21 | 16-14 |       | 20-18 | 24-17 | 20-16 | 28-18 | 40-12 | 27-16 | 17-11 | 30-18 | 17-18 |
| KV Sasja HC Hoboken                                        | 30-34 | 24-22 | 17-18 | 18-20 |       | 23-20 | 20-19 | 29-21 | 31-9  | 23-22 | 23-13 | 19-16 | 21-27 |
| Olse Merksem HC                                            | 17-23 | 22-28 | 18-22 | 15-22 | 18-33 |       | 16-17 | 22-28 | 30-19 | 28-16 | 22-21 | 27-23 | 25-28 |
| Union Beynoise                                             | 26-21 | 24-17 | 21-22 | 20-19 | 26-26 | 27-19 |       | 28-21 | 39-14 | 31-19 | 30-24 | 19-19 | 24-25 |
| HV Arena Hechtel                                           | 25-29 | 20-22 | 17-25 | 15-26 | 22-25 | 22-22 | 19-30 |       | 26-19 | 23-28 | 16-20 | 24-25 | 23-24 |
| Apoloon Kortrijk                                           | 25-29 | 16-23 | 17-23 | 16-31 | 10-31 | 15-29 | 19-36 | 19-29 |       | 23-25 | 16-20 | 21-26 | 18-25 |
| Ajax Lebbeke                                               | 17-18 | 18-19 | 20-27 | 17-23 | 22-25 | 19-17 | 14-22 | 18-18 | 28-27 |       | 20-16 | 22-21 | 18-32 |
| HK Waasmunster                                             | 14-22 | 17-23 | 18-22 | 12-27 | 18-22 | 22-17 | 16-28 | 20-23 | 0-10  | 17-17 |       | 20-20 | 22-22 |
| HC Eynatten                                                | 21-32 | 21-21 | 24-24 | 18-26 | 22-24 | 20-23 | 24-33 | 22-28 | 26-23 | 20-23 | 23-28 |       | 20-20 |
| KTSV Eupen 1889                                            | 23-19 | 23-23 | 28-23 | 18-18 | 21-20 | 26-18 | 20-29 | 28-24 | 38-20 | 21-24 | 28-22 | 25-19 |       |
| - Victoire à domicile - Match nul - Victoire à l'extérieur |       |       |       |       |       |       |       |       |       |       |       |       |       |

### Play-offs

#### Classement
|   | Équipe                | Pts | J | G | N | P | Bp  | Bc  | Diff |
| - | --------------------- | --- | - | - | - | - | --- | --- | ---- |
| 1 | Initia HC Hasselt (C) | 14  | 6 | 5 | 0 | 1 | 123 | 111 | 12   |
| 2 | HC Herstal-Liège      | 9   | 5 | 2 | 0 | 3 | 106 | 112 | -6   |
| 3 | KTSV Eupen 1889       | 7   | 6 | 2 | 1 | 3 | 134 | 138 | -4   |
| 4 | Union beynoise        | 4   | 5 | 1 | 1 | 3 | 110 | 110 | 0    |

|     | Qualification pour la Ligue des champions |
|     | Qualification pour la Coupe EHF           |
|     | Qualification pour la Coupe des villes    |
| (C) | Vainqueur de la Coupe de Belgique         |

#### Matchs
| Résultats (dom.\ext.)                                      | HER   | UBE   | EUP   | IHA   |
| HC Herstal-Liège                                           |       | 24-21 | 27-26 | 15-20 |
| Union beynoise                                             | -     |       | 35-23 | 15-25 |
| KTSV Eupen 1889                                            | 23-21 | 19-19 |       | 25-16 |
| Initia HC Hasselt                                          | 22-19 | 20-19 | 20-18 |       |
| - Victoire à domicile - Match nul - Victoire à l'extérieur |       |       |       |       |

### Champion
| Champion de Belgique de handball 1994-1995 Initia Handbal Club Hasselt 6e titre |

## Bilan

### Classement final
| Rang | Équipe                    |
| ---- | ------------------------- |
| 1er  | Initia HC Hasselt (T) (C) |
| 2e   | HC Herstal-Liège          |
| 3e   | KTSV Eupen 1889           |
| 4e   | Union beynoise            |
| 5e   | HC Kiewit                 |
| 6e   | Sporting Neerpelt         |
| 7e   | KV Sasja HC Hoboken       |
| 8e   | Ajax Lebbeke              |
| 9e   | Olse Merksem HC           |
| 10e  | HK Waasmunster            |
| 11e  | HV Arena Hechtel          |
| 12e  | HC Eynatten               |
| 13e  | Apolloon Kortrijk         |

|                 | Champion de Belgique et qualifiés pour la Ligue des champions |
|                 | Qualifiés pour la Coupe EHF                                   |
|                 | Qualification pour la Coupe des coupes                        |
|                 | Qualification pour la Coupe des Villes                        |
|                 | Relégués en division 2                                        |
| (T)             | Tenant du titre                                               |
| (C)             | Vainqueur de la Coupe de Belgique                             |
| en augmentation | Promu de début de saison en Division 1                        |

### Parcours en coupes d'Europe
| Club              | Compétition         | Tour d'entrée       | Résultat                   | Dernier adversaire |
| Initia HC Hasselt | Ligue des champions | 2e tour             | éliminé au 2e tour         | HV Sittardia       |
| Sporting Neerpelt | Coupe des coupes    | Seizièmes de finale | Seizièmes de finale        | FC Barcelone       |
| HC Kiewit         | Coupe EHF           | 1/16e de finale     | éliminé en 1/16e de finale | SG VfL BHW Hameln  |
| Union beynoise    | Coupe des Villes    | 1er tour            | éliminé en 2e tour         | BM Gáldar          |

### Bilan de la saison
| Tableau d'honneur de la saison 1994-1995 |                                               |              |
| Compétition                              | Vainqueur                                     | Commentaire  |
| Championnat de Belgique                  | Initia HC Hasselt                             | 6e titre     |
| Coupe de Belgique                        | Initia HC Hasselt                             | 4e victoire  |
| Qualifications européennes               |                                               |              |
| Compétition                              | Qualifiés                                     | Qualifiés    |
| Ligue des champions                      | Initia HC Hasselt                             | Premier tour |
| Coupe des coupes                         | KV Sasja HC Hoboken                           | Premier tour |
| Coupe EHF                                | HC Herstal-Liège                              | Premier tour |
| Coupe des villes                         | KTSV Eupen 1889                               | Premier tour |
| Promotions et relégations                |                                               |              |
| Promu en Division 1 (D1)                 | Ajax Lebbeke HK Waasmunster                   | 1er 2e       |
| Relégation en Division 2 (D2)            | HV Arena Hechtel HC Eynatten Apoloon Kortrijk | 11e 12e 13e  |